# Irrintzi (pel·lícula)
Irrintzi va ser una pel·lícula basca del 1978 dirigida per Mirentxu Loiarte.

## Argument
Es tracta d'una metàfora audiovisual que reflexiona sobre la identitat col·lectiva del poble basc. Combina homes i dones ballant danses tradicionals i imatges estàtiques, convidant l'espectador a navegar per aquesta creació escoltant les paraules de Celaya, Aresti i Otero.

## Repartiment
- Marivi Bilbao
- Maribel d'Arretze
- Xabier González
- Alex Perez de Olaizola
- Antonio Rupérez

## Premis
va rebre un premi especial a la qualitat de la Direcció general de Cinematografia i fou exhibida al Festival Internacional de Cinema de Sant Sebastià 1978.